# Neontetra
De neontetra (Paracheirodon innesi) is een tropische vis die ook als aquariumvis gehouden wordt. Het is familie van de Characidae (karperzalmen) en de tetragonopterinae. Ze komen oorspronkelijk uit Zuid-Amerika (Venezuela, Colombia en Brazilië).

## Uiterlijk
Neontetra's lijken erg veel op kardinaaltetra's. Het grootste verschil is de rode streep die onderaan de buik loopt; deze loopt bij kardinaaltetra's helemaal door. Neontetra's kunnen ongeveer 4 cm lang worden onder gunstige omstandigheden. Mannetjes en vrouwtjes zijn erg moeilijk te onderscheiden. Het verschil zit namelijk in de buikgrootte van het vrouwtje, waarbij vaak bij het vrouwtje ook een kronkel in de streep zit.
Over het lijf van neontetra's loopt een horizontale lijn die van kleur kan veranderen. Die verandering treedt op als kleine plaatjes in de schubben in een andere hoek gaan staan en zo het licht anders weerkaatsen. Vermoed wordt dat de hoek verandert onder invloed van zenuwprikkels.